# Teaterkoncert
Teaterkoncert er en blanding af koncert og teater, hvor musik og optræden blandes uden en egentlig gennemgående handling. På scenen opføres musikstykker med tilhørende enkeltstående sketcher/optrædener, der er knyttet til hvert enkelt musiknummer. Publikum sidder på stolene i teateret og er dermed mere et teaterpublikum end et publikum ved en rockkoncert.
Verdens første teaterkoncert var Gasolin' teaterkoncert som blev iscenesat af Nikolaj Cederholm og Kåre Bjerkø. Senere er opført andre teaterkoncerter så som Nick Cave Teaterkoncerten iscenesat Rolf Heim på Aarhus Teater og Teaterkoncert Beach Boys iscenesat af Nikolaj Cederholm.
Teateret Gasværket har som det første teater i verden fået lov til at fortolke og arrangere The Beatles' populære sange. Teatret og Nikolaj Cederholm satte i september 2009 teaterkoncerten Come Together op, som rummede 25 fortolkninger af Beatles-sange arrangeret af  Brdr. Hellemann.

## Reference
1. ↑  Gasolin Teaterkoncert – Tinghallen
2. ↑  The Beatles-koncert i København – dr.dk/Nyheder/Kultur